# كتب الطبخ

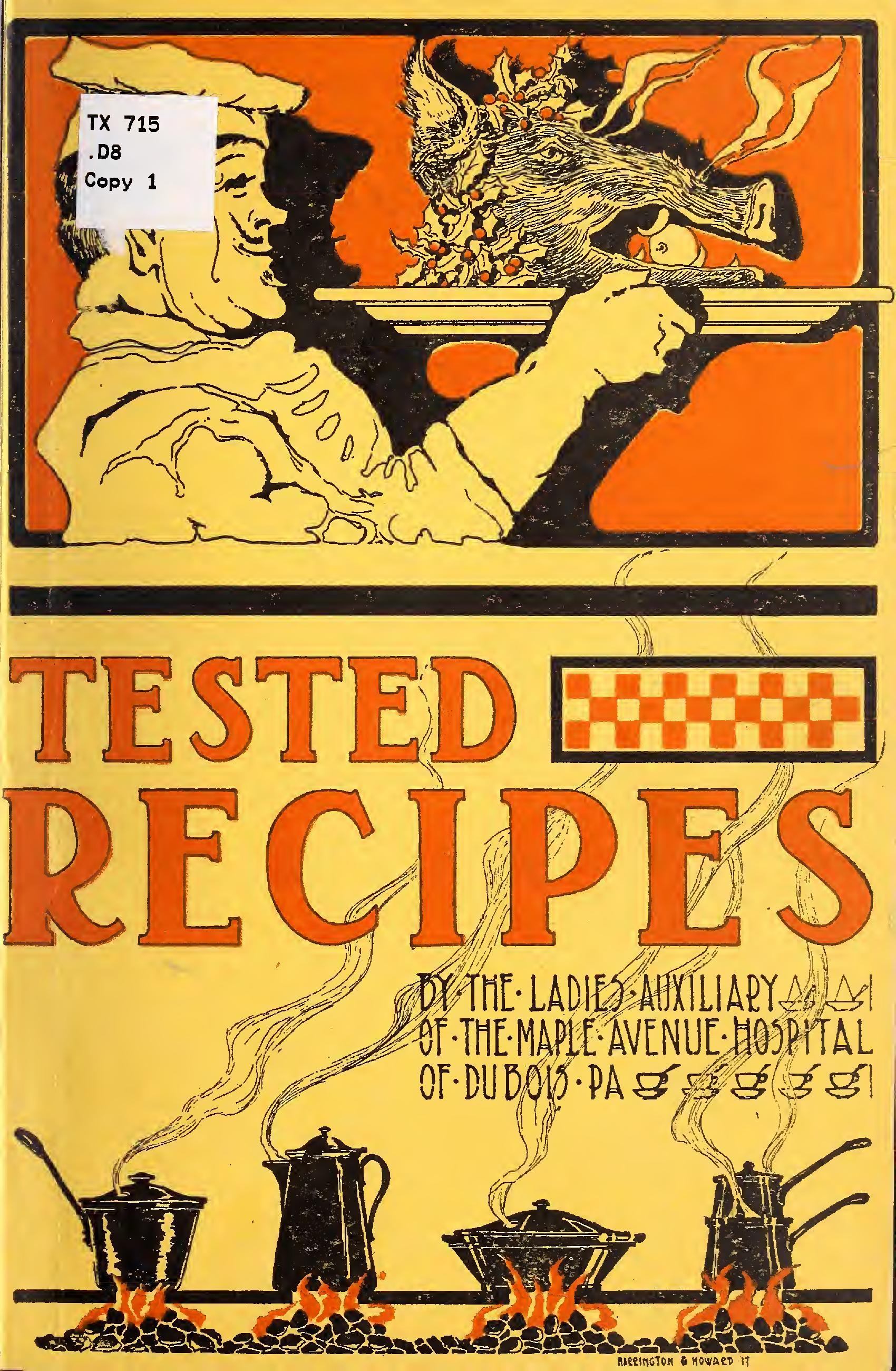
غلاف كتاب طبخ في الولايات المتحدة الأمريكية

كتب الطبخ قد تكون عامة أو قد تتخصص في مطبخ معين أو جانب معين من الطعام.
تكون الوصفات في كتب الطبخ مرتبة بطرق عديدة حسب الاطباق (مقبلات، طبق أول، طبق رئيسي، تحلية) حسب المكون الرئيسي وتقنية الطبخ بصورة ابجدية حسب المنطقة أو البلد وغير ذلك.
وايضاً قد تتضمن رسوم توضيحية للاطباق الجاهزة وايضاً خطوات التحضير ومناقشات حول تقنيات الطبخ وتقديم النصائح حول معدات الطهي، المكونات، البدائل والتدخل التاريخي والثقافي وغير ذلك.
كتب الطبخ يمكن ان تُكتب من قبل مؤلفيين فرديين الذين ممكن ان يكونوا طهاة، معلمين الطبخ أو غيرهم من كُتاب الطهي، يمكن ان تكون مكتوبة من قبل مجموعات أو قد يكونون غير معروفين قد تكون موجهة إلى طهاة المنزل أو المطاعم المحترفين أو المؤسسات أو المتخصصين من الجماهير.
بعض كتب الطبخ التعليمية تكون مع وصفات تفصيلية موجهة للمبتدئين أو الأشخاص الراغبين في تعلم طهي اطباق أو مطابخ معينة وهناك من يكون عبارة عن مذكرات بسيطة يقوم بتوثيق الطبق مكوناته وحتى القياسات الدقيقة وليس التقنيات التفصيلية.

## تاريخ كتب الطبخ
تم العثور على وصفات قديمة في بلاد ما بين النهرين على ثلاثة أقراص أكادية، يعود تاريخها إلى حوالي ١٧٠٠ قبل الميلاد.
أقدم مجموعة من الوصفات التي بقيت على قيد الحياة في أوروبا هي De re coquinaria ، مكتوبة باللغة اللاتينية. تم تجميع نسخة مبكرة لأول مرة في وقت ما من القرن 1وغالبا ما نسبت إلى الروماني ماركوس غافيوس Apicius ، على الرغم من أن هذا قد ألقى الشك من قبل البحوث.
جاء لتحديد كتاب من الوصفات Apicius
ويبدو أن النص الحالي قد تم تجميعه في أواخر القرن الرابع أو أوائل القرن الخامس؛ الطبعة الأولى من١٤٨٣. وهو يسجل مزيجا من المطبخ اليوناني والروماني القديم، ولكن مع القليل من التفاصيل عن الإعداد والطبخ.
في عصر الكارولنجيان، تم وضع نبذة مختصرة بعنوان Apici Experpta Vinidario ، "Apicius" من قبل Vinidarius ، «رجل مشهور». صنع في العصر الكارولنجي. على الرغم من تأخيره يمثل آخر مظهر من مطبخ العصور القديمة.
أقدم كتب الطبخ المعروفة بالعربية هي كتب الوراق (خلاصة أولية من القرن العاشر للوصفات من القرنين التاسع والعاشر) والبغدادي (القرن الثالث عشر).
يحتوي ماناسولاسا من الهند على وصفات من المطبخ النباتي وغير النباتي، التي سبقت كتاب الطبخ كتابة التاريخ في أوروبا بحلول قرن من الزمان. وفي حين أن النص ليس الأول بين الكتب الهندية لوصف الأطعمة المخمرة، فإنه يحتوي على مجموعة من الأطعمة القائمة على تخمير الحبوب والشرائح.
كتب الوصفة الصينية معروفة من سلالة تانغ، ولكن معظمها فقدت.
ومن بين أوائل كتب الطبخ باللغة الصينية الباقية على قيد الحياة كتاب «ينشان زنجياو» (المبادئ المهمة للغذاء والشراب)، الذي يعتقد أنه من عام 1330.
ولقد سجل هيو سيهوي، طبيب بويانتو خان ومعالجه، مطبخ وسط آسيا الصيني المضخم كما أكلته محكمة يوان؛ تم تكييف وصفاته من الأطعمة التي تؤكل في جميع أنحاء إمبراطورية المغول.يومسيك ديميبانغ، الذي كتب حوالي عام 1670، هو أقدم كتاب طبخ كوري وأول كتاب طبخ كتبه امرأة في شرق آسيا. وبعد فترة طويلة، بدأت أول كتب وصفة يتم تجميعها في أوروبا منذ أواخر القرن الثالث عشر. ومن المعروف أن حوالي مائة نجا، وبعضها مجزأ، من العمر قبل الطباعة. تم العثور على أقدم وصفات حقيقية في العصور الوسطى في مخطوطة دنماركية يعود تاريخها إلى حوالي 1300، والتي هي بدورها نسخ من النصوص القديمة التي تعود إلى أوائل القرن الثالث عشر أو ربما قبل ذلك.المخطوطات الألمانية المنخفضة والعالية هي من بين الأكثر عددا. ومن بين هذه الكتب كتاب داز بوخ فون غوتر («كتاب الغذاء الجيد») الذي كتب ج. 1350 في ورزبرغ وكوتشينميستري («إتقان المطبخ»)، وهو أول كتاب طبخ ألماني مطبوع من عام 1485.